# Emanuel Insúa
Emanuel Mariano Insúa Zapata (* 10. April 1991 in Buenos Aires) ist ein argentinischer Fußballspieler.

## Karriere
Emanuel Insúa begann seine Karriere 2004 bei den Jugendmannschaften der Boca Juniors. Zu seinem ersten Profieinsatz kam er am 25. April 2012 bei einem Pokal-Auswärtsspiel bei Olimpo de Bahía Blanca, welches 1:1 endete. Am 20. Mai folgte seine ersten Einsatz in der Meisterschaft. Im Juli 2012 wurde er für eine Saison an den argentinischen Verein CD Godoy Cruz ausgeliehen. Dort kam er auf 33 Ligaspiele und erzielte sein erstes Tor als Profi.
2015 wechselte Insúa erstmals ins Ausland zum FC Granada nach Spanien, wo er einen Vertrag über viereinhalb Jahre unterzeichnete. 2015 wechselte Insúa nach Italien zum Erstligisten Udinese Calcio, kam dort jedoch bis auf ein Spiel im italienischen Pokal zu keinem weiteren Pflichtspieleinsatz.
Nachdem er für 2016 und 2017 von Udinese an die Newell’s Old Boys bzw. an Racing Club verliehen wurde, wechselte er 2017 zu Panathinaikos Athen nach Griechenland, wo er einen Dreijahresvertrag unterzeichnete.
Im August 2020 schloss sich Insúa dem Ligakonkurrenten AEK Athen an. Dort kam er überwiegend in der griechischen Super League sowie in europäischen Wettbewerben zum Einsatz, bevor er im Februar 2021 an den argentinischen Erstligisten Aldosivi verliehen wurde. Bei Aldosivi spielte er zeitweise gemeinsam mit seinem Bruder Emiliano Insúa.
Nach Auslaufen der Leihe kehrte Emanuel Insúa erneut nach Europa zurück, löste jedoch seinen Vertrag mit AEK Athen im Januar 2022 auf und unterschrieb kurz darauf einen Einjahresvertrag beim argentinischen Erstligaklub Vélez Sarsfield. In der Folge schloss er sich im Januar 2023 dem argentinischen Traditionsverein Banfield an und spielte dort zwei Jahre in der Primera División.
Im Februar 2025 wechselte Insúa zum spanischen Klub Racing de Ferrol, der in der Segunda División antritt. Dort ist er seither als erfahrener Linksverteidiger Teil des Kaders.

## Privates
Emanuel Insúas Bruder Emiliano ist ebenfalls Fußballprofi und linker Außenverteidiger. Er stand zur Saison 2018/19 beim VfB Stuttgart unter Vertrag.